# براين برونكهورست
براين برونكهورست (بالإنجليزية: Brian Brunkhorst)‏ مواليد 12 يونيو 1945 في أوين، هو لاعب كرة سلة أمريكي سابق. تم اختياره من قبل فريق نيويورك نيكس خلال الدرافت. حمل الرقم 32. يبلغ طوله 6 قدم 6 بوصة (2.0 م).

## روابط خارجية
- براين برونكهورست على موقع سبورتس رفرنس (الإنجليزية)
- براين برونكهورست على موقع كلية كرة السلة في سبورتس رفرنس.كوم (الإنجليزية)
- براين برونكهورست على موقع ريلجم (الإنجليزية)
- براين برونكهورست على موقع بروبوليرز (الإنجليزية)